# لوچانو مارتینو
لوچانو مارتینو (ایتالیایی: Luciano Martino‏ (۲۲ دسامبر ۱۹۳۳ – ۱۴ اوت ۲۰۱۳) کارگردان، فیلم‌نامه‌نویس و تهیه‌کننده فیلم اهل ایتالیا بود.

## گزیدهٔ آثار
- ۲۰۱۰ - گورباچف
- ۲۰۰۴ - تاجر ونیزی
- ۲۰۰۱ - اگر انجامش بدی، توی دردسر می‌افتی
- ۱۹۹۲ - ارادهٔ آنا
- ۱۹۸۸ - حریف
- ۱۹۸۷ - دلیریوم
- ۱۹۸۶ - انتقامجویی از آینده
- ۱۹۸۴ - مربی در ساحل
- ۱۹۸۳ - پائولو روبرتو کوتکینو مهاجم میانی موفق
- ۱۹۸۳ - ۲۰۱۹، پس از سقوط نیویورک
- ۱۹۸۳ - خانه‌ای با راه پله تاریک
- ۱۹۸۲ - قتل در گورستان اتروسک
- ۱۹۸۱ - کروسان با خامه
- ۱۹۸۱ - عالیجناب با معشوقه‌اش زیر تخت
- ۱۹۸۰ - دانش‌آموز رفوزه به آقای مدیر چشمک زد
- ۱۹۸۰ - خانم معلم و همه کلاس در ساحل
- ۱۹۸۰ - همسر سفیدپوش… عاشق آتشین‌مزاج
- ۱۹۸۰ - همسر در سفر… دل‌داده در شهر
- ۱۹۷۹ - پرستار شب
- ۱۹۷۹ - جزیره مردان ماهی‌نما
- ۱۹۷۹ - رودخانه تمساح بزرگ
- ۱۹۷۹ - شنبه، یکشنبه و جمعه
- ۱۹۷۸ - خانم معلم به دبیرستان پسرانه می‌رود
- ۱۹۷۸ - یورش بزرگ
- ۱۹۷۸ - کوه خدای آدم‌خوار
- ۱۹۷۸ - معلم مدرسه در خانه
- ۱۹۷۷ - مانایا
- ۱۹۷۷ - به‌خاطر عشق پوپیا
- ۱۹۷۷ - راننده تاکسی
- ۱۹۷۶ - خانم دکتر بیمارستان ارتش
- ۱۹۷۶ - سنبله، ثور، جدی
- ۱۹۷۵ - دختر دبیرستانی
- ۱۹۷۵ - شهر قمار
- ۱۹۷۵ - مرگ مشکوک یک دختر کم سن‌وسال
- ۱۹۷۵ - اقدام بی‌سروصدا
- ۱۹۷۴ - پوکر در رختخواب
- ۱۹۷۳ - آنا، آن لذت خاص
- ۱۹۷۳ - میلان می‌لرزد: پلیس به‌دنبال عدالت
- ۱۹۷۲ - گناه در وجودت حبس شده و فقط من کلیدش را دارم
- ۱۹۷۲ - تمامی رنگ‌های تاریکی
- ۱۹۷۲ - دلیل آن قطره‌های عجیب خون روی بدن جنیفر چیست؟
- ۱۹۷۲ - اوبالدا، سر تا پا عریان و داغ
- ۱۹۷۱ - دُم عقرب
- ۱۹۷۱ - ضعف اخلاقی عجیب خانم وارْدْ
- ۱۹۶۷ - ده‌هزار دلار برای یک قتل‌عام
- ۱۹۶۲ - عهد عتیق
- ۱۹۶۱ - غول رودس
- ۱۹۶۱ - مغول‌ها